# 本郷村 (福岡県三井郡)
本郷村（ほんごうむら）は、福岡県三井郡にあった村。現在の三井郡大刀洗町の一部。

## 地理
筑後川支流・小石原川の下流域に位置していた。
- 河川：陣屋川[1]

## 歴史

### 沿革
- 1889年（明治22年）4月1日 - 町村制の施行により、御原郡本郷町、栄田村、甲条村、春日村が合併して村制施行し、本郷村が発足[1][2]。
- 1896年（明治29年）4月1日 - 郡の統合により三井郡に所属[1][3]。
- 1955年（昭和30年）3月31日 - 三井郡大刀洗村、大堰村と合併し、町制施行して大刀洗町を新設して廃止された[1][2]

### 地名の由来
- 同地に平安時代中期頃、御原郡の郡衙が所在し、郷内で最初に開けたところから[1]。

## 日本陸軍施設
- 大刀洗陸軍飛行場（1919年完成）[1]

## 交通

### 鉄道
- 1921年（大正10年）- 三井電気軌道 久留米 - 甘木間開通[1]